# Liechtenhan
Liechtenhan, Lichtenhan oder Lichtenhahn ist eine Familie aus Basel. Erstmals erwähnt ist sie 1196 als Sippe mit dem Namen «Lichtenhayn» in Jüterbog (Brandenburg).
Der Stammvater der Familie war der Eisenkrämer Ludwig Liechtenhan († um 1558), der über Leipzig nach Basel eingewandert war und 1524 Basler Bürger wurde; sein Sohn Isaac Liechtenhan kam 1583 als Gerichtsherr von Kleinbasel in den Grossen Rat der Stadt Basel und erhielt ein reiches Epitaph im Kreuzgang des Basler Münsters. Zunächst geprägt von handwerklichen Berufen, wurden in der Familie immer häufiger auch akademische Berufe angenommen; sie gehörte schliesslich zum Patriziat der Stadt. Da der Pfarrer Hans Rudolf Liechtenhan (1731–1805) seinen Namen in «Lichtenhahn» änderte, sind heute beide Namensformen anzutreffen. Der Konservator der Basler Kunsthalle, Lucas (Richard) Lichtenhahn, nahm später die Namensform «Lichtenhan» an, welche heute jedoch nicht mehr existiert.

## Bekannte Familienmitglieder
- Eduard Liechtenhan (1891–1965), Schweizer Altphilologe und Gymnasiallehrer
- François-Louis Lichtenhan gründete 1738 das Feuille d’Avis de Neuchâtel, die älteste noch erscheinende Zeitung französischer Sprache
- Francine-Dominique Liechtenhan (* 1956), französische Historikerin
- Lucas Lichtenhan  (1898–1969), Schweizer Kunsthistoriker, Kunsthändler und Kurator
- Rudolf Liechtenhan der Ältere (1875–1947), Schweizer Pfarrer und Theologe
- Rudolf Liechtenhan der Jüngere (1911–2005), Schweizer Autor, Publizist und Dramaturg
- Fritz Lichtenhahn (1932–2017), Schweizer Schauspieler